# Thalassianthus
Thalassianthus is een geslacht van zeeanemonen uit de klasse van de Anthozoa (bloemdieren).

## Soorten
- Thalassianthus aster Rüppell & Leuckart, 1828
- Thalassianthus kraepelini Carlgren, 1900
- Thalassianthus senckenbergianus Kwietniewski, 1896